# Université suédoise des sciences agricoles
L'université suédoise des sciences agricoles (en suédois Sveriges lantbruksuniversitet, souvent abrégé SLU) est une université suédoise spécialisée dans les sciences agricoles. 

## Organisation
Contrairement à la plupart des universités et Högskolor suédoises, elle dépend du ministère de l'agriculture. Le campus principal de l'université se trouve à Ultuna, dans le sud d'Uppsala, mais l'université a des campus dans plusieurs sites du pays, dont Alnarp, Skara et Umeå. L'université délivre entre autres des diplômes d'agronomes, de garde forestier, de vétérinaire, de paysagiste et d'horticulteur. L'université fut créée le 1er juillet 1977 par la fusion de diverses högskolor et organisations.
Les activités de l’université sont réparties dans différents départements de quatre facultés : la faculté d’aménagement du paysage, d’horticulture et des sciences agricoles (Fakulteten för landskapsplanering, trädgårds och jordbruksvetenskap), la faculté des ressources naturelles et des sciences agricoles (Fakulteten för naturresurser och lantbruksvetenskap), la faculté de médecine vétérinaire et sciences animales (Fakulteten för veterinärmedicin och husgjursvetenskap) et la faculté des sciences de la forêt (Fakulteten för skogsvetenskap). En 2016, un total de 2770 personnes sont employées à l’Université. L’université accueille près de 4000 étudiants et 600 doctorants.

## Historique
L'université a été créée en 1977 en fusionnant trois universités séparées existantes pour la médecine vétérinaire, la sylviculture et l'agriculture, ainsi que quelques petites unités, en une seule et même organisation. Parallèlement, les campus de l’université vétérinaire et celui de l’université forestière ont été transférés de Stockholm à Ultuna, qui était déjà le campus principal de l’université de l’agriculture. Les emplacements utilisés par les deux universités relocalisées sont aujourd'hui utilisés par l'Université de Stockholm.
Ces universités avaient chacune une longue histoire en tant qu’institutions indépendantes. L'établissement vétérinaire de Skara a été fondé en 1775 et dirigé par Peter Hernqvist, étudiant à la fois de Carl von Linné et de Claude Bourgelat, qui a fondé le premier collège vétérinaire de Lyon en 1762. À partir de 1821, une nouvelle institution vétérinaire de Stockholm a pris en charge la formation des vétérinaires de Skara.
L'Institut des sciences de la forêt a été fondé à Stockholm en 1828 pour fournir un enseignement supérieur à ceux qui avaient étudié dans les écoles forestières pratiques et est devenue une université en 1915. L’institut agricole a été fondé à Ultuna en 1848 et à Alnarp en 1862, sous la surveillance de l'Académie royale suédoise de l'agriculture et de la sylviculture, fondée en 1813. Ces deux instituts, et les activités expérimentales menées par l'Académie à partir de 1814, ont été à la base de l’université de l’agriculture, qui a elle été créée en 1932.